# 隔世遺伝
隔世遺伝（かくせいいでん）とは、個体の持つ遺伝形質が、その親の世代では発現しておらず、祖父母やそれ以前の世代から世代を飛ばして遺伝しているように見える遺伝現象のこと。間歇遺伝（かんけついでん）や先祖がえり（せんぞがえり）の一部も、この隔世遺伝によるものである。

## 隔世遺伝の仕組み
最も簡単な例として、メンデルの法則が成り立つような遺伝形質、すなわち一対の対立遺伝子のみがかかわる形質で、顕性・潜性の別がはっきりしている場合を考える。このようなケースで、隔世遺伝が現れるのは、潜性遺伝子による形質についてである。
両親が、ともに潜性遺伝子を一つしか持っていない場合、両親には顕性の遺伝形質が発現しており、潜性の遺伝形質は現れない。しかし、その子は1/4の確率で潜性遺伝子を二つ持つこととなり、その場合潜性の遺伝形質が発現することとなる。このとき、もし祖父母の世代に潜性遺伝子を二つもつものが居たならば、表面上は祖父母の世代の形質が父母の世代を飛び越して遺伝してきたように見えることになる。これが、隔世遺伝の最も簡単な場合のメカニズムである。
実際には、上記のように遺伝形質の発現が一組の対立遺伝子のみで決定される場合ばかりではなく、むしろ複数の遺伝子がかかわる遺伝が多いため、隔世遺伝のすべてをこのような簡単な仕組みで理解できるわけではない。ただし、親の世代でその形質が失われたように見えても、子供の世代でその形質が発現するからには、何らかの形で親の世代の染色体の中に遺伝子が保存されていたといえるのは、すべての隔世遺伝において共通する事実である。
また特別な遺伝のように見えるがその親の世代での遺伝と同様に知的障害等の障害が遺伝することもある。

## 隔世遺伝の例
- 男性型脱毛症：母方の祖父からの遺伝であり祖父が脱毛症の場合は自分も男性型脱毛症の疑いがある。
- ABO式血液型：両親、あるいは祖父母などにO型がいなくても、両親がO型の潜性遺伝子を持っていれば（すなわち両親がAO型あるいはBO型であれば）、1/4の確率で子にO型が発現する。